# Anchitheriinae
Az Anchitheriinae az emlősök (Mammalia) osztályának páratlanujjú patások (Perissodactyla) rendjébe, ezen belül a lófélék (Equidae) családjába tartozó fosszilis alcsalád.

## Tudnivalók
Az Anchitheriinae alcsalád az ősibb megjelenésű lovakat foglalja magába. Az első képviselőjük a Mesohippus volt, amely Észak-Amerikában jelent meg az eocén kor középső részén; ennek leszármazottjai a késő miocénig élték virágkorukat. Az alcsalád átköltözött Eurázsiába is, ahol a Sinohippus-nem kialakult. A pliocénben a Sinohippus kihalásával, az alcsalád is megszűnt.

## Rendszerezés
Az alcsaládba az alábbi nemek tartoztak:
- †Anchitherium típusnem
- †Archaeohippus
- †Desmatippus - szinonimája: Anchippus
- †Hypohippus
- †Kalobatippus
- †Megahippus
- †Mesohippus
- †Miohippus - szinonimái: Altippus, Pediohippus
- †Parahippus
- †Sinohippus